# Myszka (typ jachtu)
Myszka – polska płaskodenna, turystyczna łódź żaglowa z ożaglowaniem typu ket.
Łódź przeznaczona była głównie dla młodzieży do żeglowania po jeziorach. Zaprojektował ją Mieczysław Pluciński.

## Informacje techniczne
- długość: 2,9 m,
- szerokość: 1,3 m,
- zanurzenie: 0,8 m,
- ożaglowanie: 5 m²[1].